# محافظة يونغيانغ
محافظة يونغيانغ ((الكورية: 영양군): يونغيانغ غون) هي محافظة تقع في مقاطعة غيونغسانغ الشمالية، كوريا الجنوبية. وبلغ عدد سكانها 18,297 نسمة، سنة 2013.

## وصلات خارجية
- الموقع الإلكتروني لحكومة المحافظة نسخة محفوظة 11 ديسمبر 2004 على موقع واي باك مشين.